# Stomachion

Stomachion

Stomachion (in greco στομάχιον), conosciuto anche come loculus Archimedius, è un gioco matematico o puzzle studiato da Archimede e descritto nel suo libro, "Codice C" è composto da 14 figure che possono comporre un quadrato. Come concezione è simile al tangram. Di quest'opera si erano perse le tracce ma ne sono state trovate conferme nel Palinsesto di Archimede. Non è certo se Archimede abbia inventato il gioco oppure se abbia solamente studiato il problema da un punto di vista geometrico e matematico.

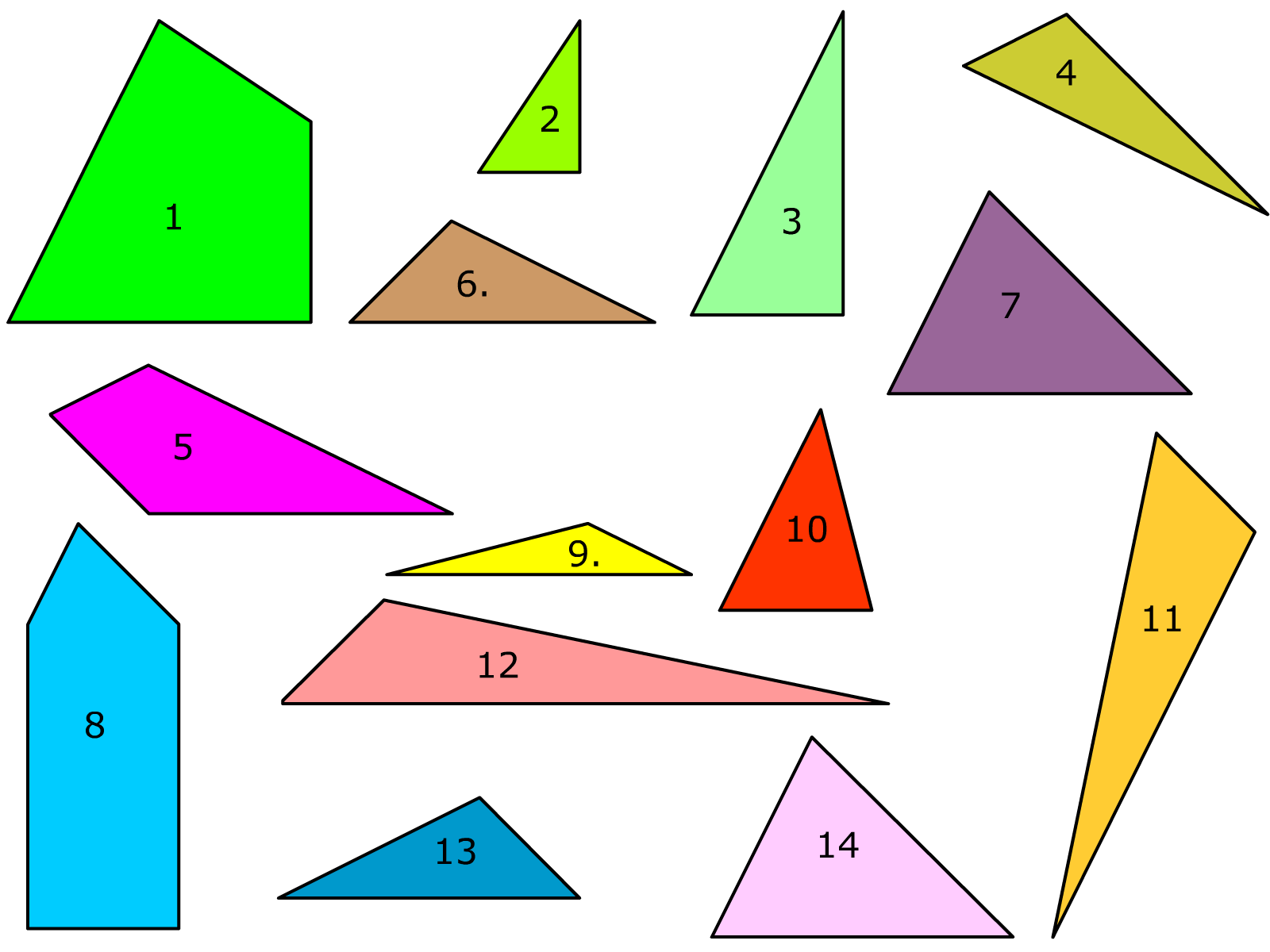
I singoli pezzi

I 14 pezzi hanno la caratteristica di essere commensurabili al quadrato che compongono: infatti 5 pezzi hanno un'area pari ad 1/12 del quadrato, 4 pezzi 1/24; 2 pezzi 1/48 ed i restanti tre pezzi hanno un'area pari rispettivamente a 1/16, 1/6 (il quadrilatero), e 7/48 (il pentagono).

## Storia del termine stomachion
La parola stomachion deriva dal greco στόμαχος stòmachos (irritazione) e dal latino "stomachari" (irritarsi). Il vero nome dello stomachion potrebbe però essere ὀστομάχιον ostomàchion cioè "battaglia degli ossi", perché anticamente lo stomachion veniva costruito con degli ossicini che venivano intagliati nelle 14 forme dello stomachion.